# Norderstapel
Norderstapel (tiếng Đan Mạch: Nørre Stabel) là một đô thị thuộc huyện Schleswig-Flensburg, bang Schleswig-Holstein, Đức.